# Beechcraft Model 18
Beechcraft Model 18 (tudi "Twin Beech") je 6-11 sedežno propelersko večnamensko letalo ameriškega proizvajalca Beech Aircraft Corporation iz Wichite, Kansas. V proizvodnji je bil od leta 1937 do 1969, kar je bil rekord za tisti čas. Skupno so zgradili čez 9000 letal. Model 18 se je uporabljal kot šolsko, potniško, tovorno, poslovno letalo in tudi kot lahki bombnik. Imel je tudi možnost namestitve smučk ali pa plovcev za pristajanje na vodi.Več kot 90% ameriških bombnih namerilcev in navigatorjev se je šolalo na tem letalu. 
Letalo je bilo znano tudi kot C-45 Expeditor, AT-7 Navigator, AT-11 Kansan; UC-45J Navigator in SNB-1 Kansan.

## Specifikacije (UC-45 Expeditor)
Podatki iz Jane's Fighting Aircraft of World War II; Bridgeman 1946, p. 205
Splošne karakteristike
- Posadka: 2 pilota
- Število sedežev: 6 potnikov
- Dolžina: 34 ft 2 in (10,41 m)
- Razpon kril: 47 ft 8 in (14,53 m)
- Višina: 9 ft 8 in (2,95 m)
- Površina kril: 349 ft² (32,4 m²)
- Teža praznega letala: 6175 lb (2800 kg)
- Naložena teža: 7500 lb (3400 kg)
- Maks. vzletna teža: 8727 lb (3959 kg)
- Pogon letala: 2 ×  radialni motorji Pratt & Whitney R-985-AN-1 "Wasp Junior", 450 KM (336 kW)  vsak

 Zmogljivost 
- Maks. hitrost: 225 mph (195 vozlov, 360 km/h)
- Doseg: 1200 milj (1000 nmi, 1900 km) rpi 160 mph (260 km/h)
- Višina leta: 26000 ft (7930 m)
- Hitrost vzpenjanja: 1850 ft/min (9,4 m/s)